# Nausitz
Nausitz is een plaats en voormalige gemeente in de Duitse deelstaat Thüringen, en maakt deel uit van de Kyffhäuserkreis.
Nausitz telt  inwoners.
De gemeente maakte deel uit van Verwaltungsgemeinschaft Mittelzentrum Artern tot deze op 1 januari 2019 werd opgeheven. Nausitz werd daarop opgenomen in de op die dag gevormde gemeente Roßleben-Wiehe.